# Улица Новая Дорога
Но́вая Доро́га — улица в центре Москвы в Басманном районе между Госпитальным Валом и Большой Почтовой улицей. Возникла в 1908 году и была новой по сравнению с соседними улицами.

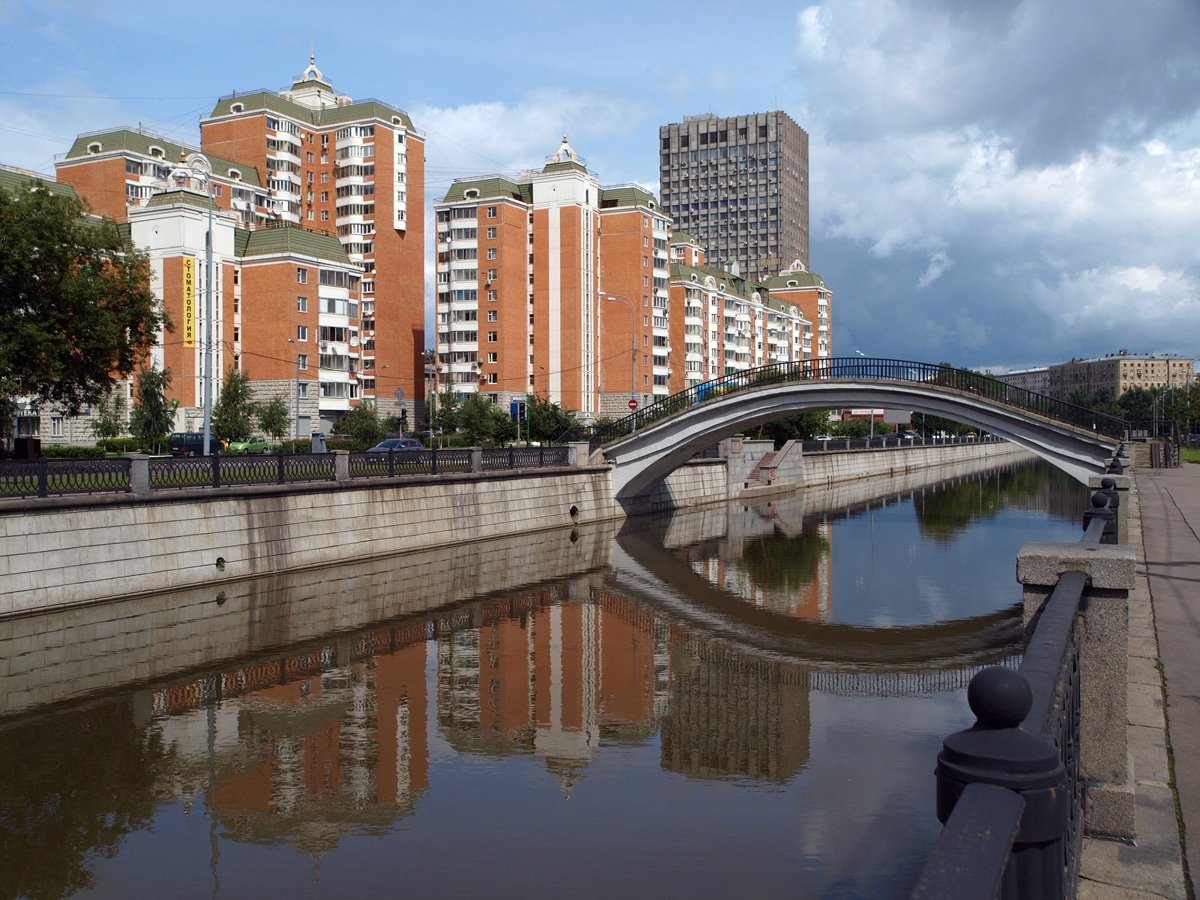
Рубцов мост через Яузу «соединяет» Новую Дорогу

Новая Дорога состоит из двух участков, соединённых пешеходным Рубцовым мостом через реку Яузу, — от Госпитального Вала до Госпитальной набережной по засыпанному руслу речки Синички на северо-запад, вдоль восточного края комплекса Главного военного госпиталя имени Н. Н. Бурденко, и от Рубцовской набережной до Большой Почтовой улицы.
На всём протяжении улицы двустороннее движение. Маршруты городского общественного транспорта по ней не проходят.

## Примечательные здания и сооружения
- № 11 — спортивный центр Московского металлургического завода «Серп и молот» (стадион «Металлург»).